# On the Horizon
"On the Horizon" é o segundo single do álbum Reason da cantora Melanie C, lançado em 2003.

## Faixas
UK Single
1. "On The Horizon"
2. "I Love You Without Trying"

UK DVD
1. "On The Horizon" (Vídeo)
2. "Never Be The Same Again" (Acoustic)
3. "Wonderland"
4. "On The Horizon" (Bastidores da filmagens)

European Maxi Single
1. "On The Horizon"
2. "I Love You Without Trying"
3. "Goin' Down"  (Live acoustic version)

## Desempenho nas paradas musicais
| Parada musical (2003)      | Posição |
| -------------------------- | ------- |
| UK Singles Charts          | 14      |
| Brasil Hot 100 Singles     | 12      |
| Italy Singles Charts       | 45      |
| Germany Singles Charts     | 80      |
| World Top100               | 64      |
| World Airplay Top100       | 46      |
| Israel Radio Charts        | 2       |
| Lebanense Radio One Charts | 2       |
| Irish Singles Charts       | 34      |
| Netherlands Singles Charts | 54      |